# The Mate of the Alden Bessie
The Mate of the Alden Bessie è un cortometraggio muto del 1912 diretto da Hobart Bosworth.

## Produzione
Il film fu prodotto da William Nicholas Selig per la sua compagnia, la Selig Polyscope Company.

## Distribuzione
Distribuito dalla General Film Company, il film – un cortometraggio di una bobina – uscì nelle sale cinematografiche statunitensi il 4 gennaio 1912.